# Fort Béar
Ne doit pas être confondu avec Redoute Béar, Sémaphore de Béar ou Phare du cap Béar.
Pour les articles homonymes, voir Bear.
Le fort Béar, ou fort du cap Béar, est un ouvrage militaire construit entre 1877 et 1880, situé à l'est de la commune de Port-Vendres, dans le département des Pyrénées-Orientales, au sommet du mont Béar à environ 205 mètres d’altitude, dominant le cap Béar sur la Côte Vermeille.
Il s'agit d’un lieu d'entraînement — principalement au combat urbain — pour les troupes en stage au Centre national d'entraînement commando, unité chargée de former aux techniques commandos les éléments d’élite de l'Armée de terre française et d’autres armées étrangères. Cette installation est donc vide en dehors des périodes d’exercice.

## Histoire
En juillet 2015, un projet d'attentat islamiste est avoué par trois suspects : en fait l'information émanant du procureur de la République de Paris et diffusée ensuite par la presse est erronée car le projet d’attentat visait en fait le sémaphore de Béar, installation de la Marine nationale, située sur le même mont Béar, mais environ 700 m plus à l'est, à une altitude 80 m environ. Ce projet d’attentat ne pouvait évidemment pas viser le fort Béar, installation vide de personnel, et fréquentée occasionnellement par des troupes en stage d’aguerrissement, encadrées par des instructeurs ou moniteurs commandos, souvent issus des forces spéciales.

## Caractéristiques
C'est un fort Séré de Rivières de première génération, un fort de surveillance. Il est de la forme d'un pentagone, le seul ouvrage important du programme de 1883 construit dans la place, bâti sur le promontoire du cap Béar. Il surveillait autant le large qu'il protégeait la rade de Port-Vendres. Il était armé notamment de huit pièces de côte de 19 cm C modèle 1878 et de quatre canons de 120 mm de Bange. Interdit d'accès.

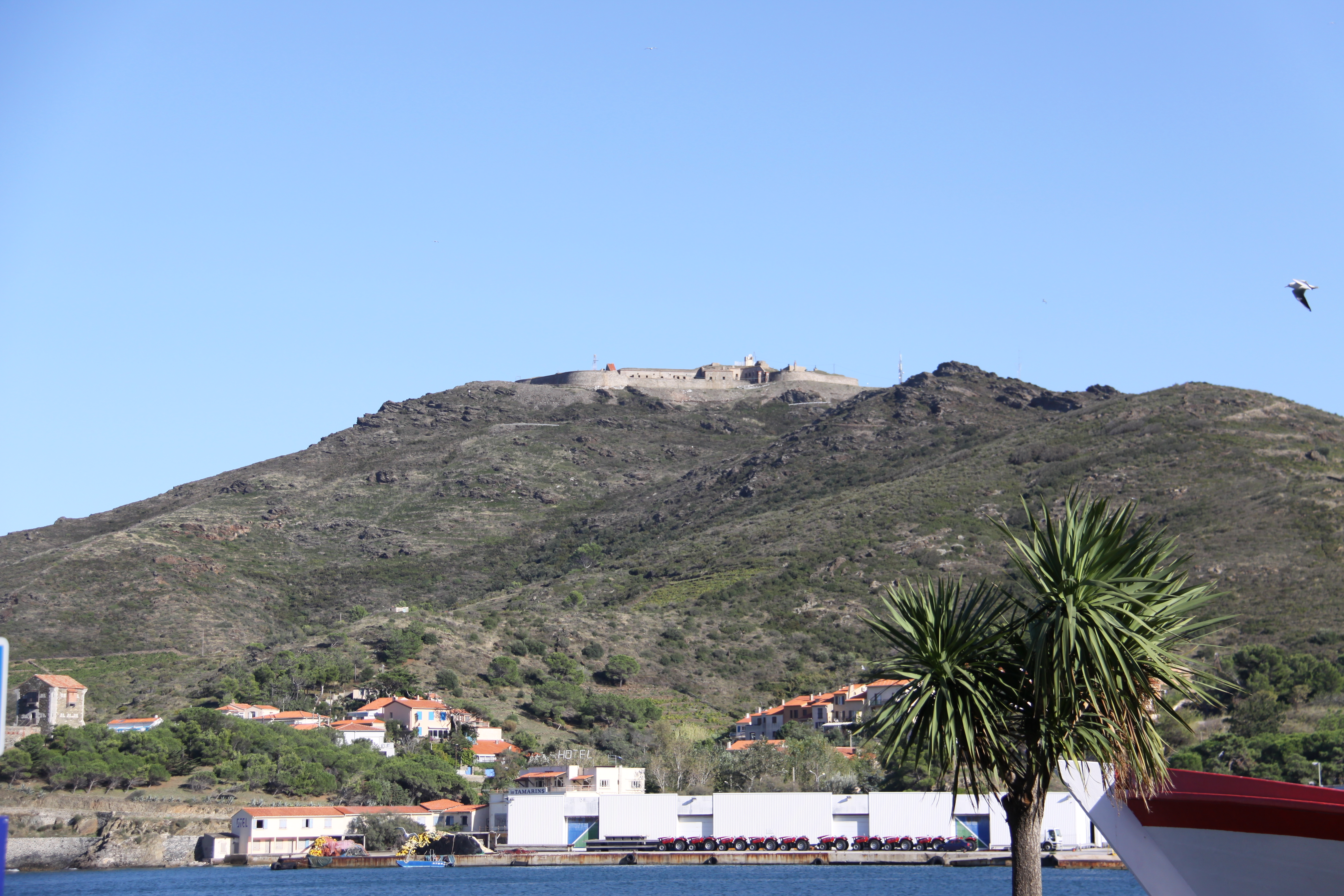
Le fort Béar vu depuis Port-Vendres.
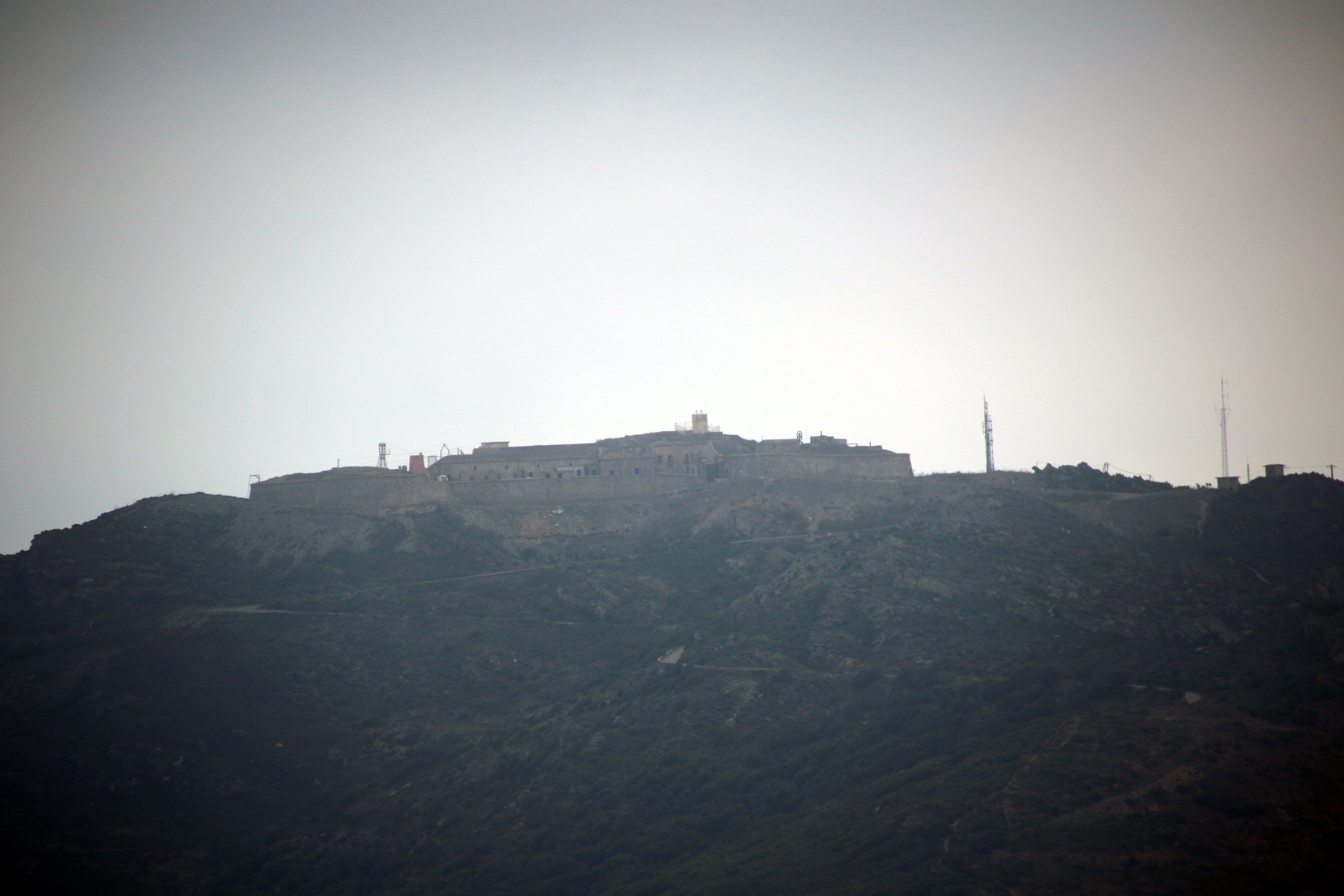
Vue sur le fort.
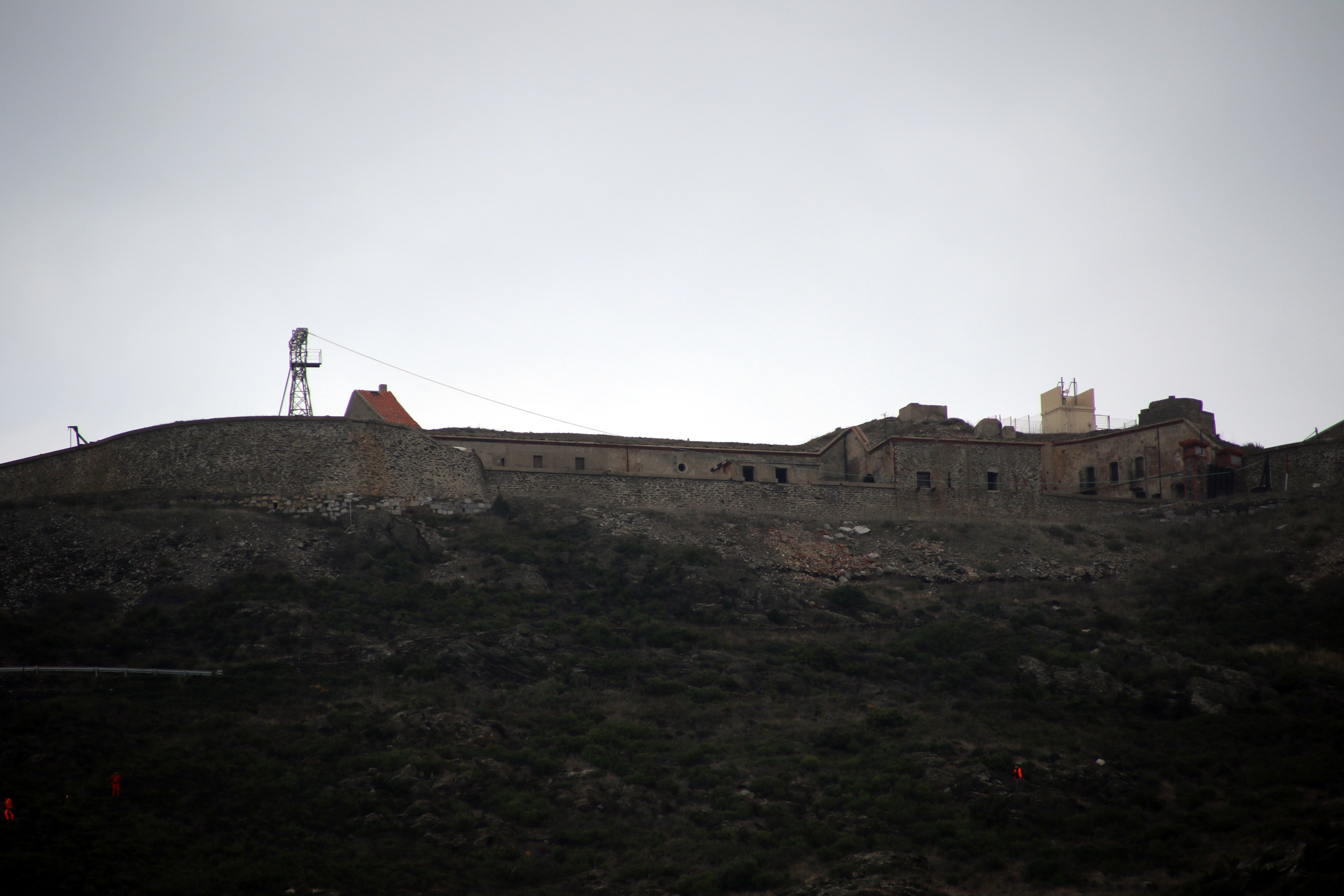
Vue sur le fort.